# Raubritter (Spiel)
Raubritter (RobberKnights) ist ein 2005 bei Queen Games erschienenes Legespiel für 2 bis 4 Spieler von Rüdiger Dorn. Die Illustration erfolgte durch Michael Menzel. 2018 erschien es als Expedition Luxor wieder bei Queen Games.

## Inhalt
- 96 Geländetafeln, je 24 pro Spieler:
  - 1× See
  - 2× Gebirge
  - 15× Ebene, davon je 3× Dorf und Stadt, 6× Burg
  - 6× Wald, davon je 3× Dorf, 2× Stadt, 1× Burg
- 120 Ritter (runde Holzscheiben), je 30 in den Farben blau, gelb, grün und rot.
- Spielanleitung, je 4 mehrfarbige DIN-A4-Seiten in Deutsch, Französisch, Italienisch und Niederländisch.

## Beschreibung
Jeder Spieler erhält einen Kartensatz, den er gemäß den Buchstaben (A–E) auf der Rückseite sortiert. Die einzelnen Karten jedes Buchstabens werden separat gemischt und ein Stapel gebildet bei dem sich die Karten mit dem Buchstaben E unten befinden. Von den 4 Karten mit den Buchstaben A wählt jeder Spieler ein Burgkärtchen und eine beliebige Karte aus. Die beiden anderen bilden zusammen mit den Karten der Mitspieler die Startauslage. Beginnend mit dem Startspieler legt ein Spieler pro Zug 1 bis 3 Kärtchen an die bereits ausliegenden Karten an und zieht jeweils eine Karte nach, so dass ihm immer 2 zur Auswahl stehen. Legt ein Spieler eine Burg an, darf er dort bis zu 5 Ritter einsetzen und von dort benachbarte Felder erobern. Dabei muss er aber auf jeder Ebene mindestens einen, auf einem Wald 2 und auf einem Gebirge 3 Ritter stehen lassen. Seen dürfen dagegen nicht betreten werden. Auf jedem Feld dürfen maximal 4 Ritter stehen. Der Spieler, dessen Ritter zuletzt auf das Feld gesetzt wurde, ist Besitzer des Feldes. Das Spiel endet wenn alle Plättchen gelegt wurden, wobei je nach Spielerzahl verschieden große Auslageflächen belegt werden dürfen. Gewinner ist der Spieler mit den meisten Punkten. Dabei zählt jede Stadt 3, jedes Dorf 2 und jede Burg einen Punkt.

## Spielkritiken
- Spielbox Ausgabe 2/06: (Kurzkritik)